# Theme Park World
Theme Park World (conhecido como Sim Theme Park nos Estados Unidos e Brasil) é um jogo de estratégia desenvolvido pela Bullfrog Productions e lançado pela Electronic Arts em 1999.